# III. Murád oszmán szultán
III. Murád (Manisa, 1546. július 4. – Isztambul, 1595. január 16.) oszmán szultán és kalifa 1574-től haláláig.

## Élete

### Ifjúkora
Murád II. Szelim legidősebb fiaként született 1546. július 4-én. Édesanyja Nurbanu szultána, az uralkodó kedvence.

### Trónra lépése, a birodalom hanyatlása
Édesapját követte a trónon. Trónralépte után öt öccsét megölette. Uralkodása alatt a Birodalom a hanyatlás határozott jeleit mutatta, ez Szelim alatt csak Szokoli Mehmed géniuszának köszönhetően nem mutatkozott meg.[forrás?] Szokoli továbbra is megmaradt nagyvezírként, aki a kormányzást gyakorlatilag egyedül végezte megöletéséig, 1579-ig.
Murád már uralkodása kezdetén a velencei születésű Szafije szultána befolyása alá került, a későbbiekben pedig a hárem kötötte le teljes figyelmét.
Ez olyan gyakorlatot hozott létre, amelyet a későbbi szultánok követtek: a hárem falai között élték le szibarita életüket – alig törődve az államügyekkel. Murád már nem is kötött a vallásjog normáinak megfelelő házasságot.

### Békekötések
Szokoli Mehmed nagyvezír ezalatt további diplomáciai eredményeket ért el: 1577-ben 8 évre meghosszabbította az Ausztriával fennálló békeszerződést, s Lengyelországal is sikerült szerződést kötnie. Báthory István lengyel király, mint Erdély fejedelme egyben a török porta hűbérese is volt. A Török Birodalom 1580-ban kötötte meg Angliával az első kapitulációs szerződést.

### Harc Perzsia ellen
Murád általános politikai érdektelensége ellenére is Szokolli Mehmed úgy döntött, hogy hadat indít Perzsia ellen, amely I. Tahmászp perzsa sah halála óta (1576) súlyos válságban szenvedett. A döntésben szerepet játszott az a tényező is, hogy a pápai kúria az 1570-es évek eleje óta újabb oszmánellenes szövetséget tervezett, amelybe Perzsiát és Oroszországot is be akarta vonni.
A háború 1578-ban kezdődött el és 1590-ben fejeződött be. A Portának sikerült teljesen megszüntetnie a Kaukázus-vidék perzsa befolyását, és hogy lehetséges orosz invázióval szembenézzen, 1577-ben Grúziát is oszmán „védelem” alá helyezte. Az oszmánok 1585-ben elfoglalták Azerbajdzsánt a Szafavidáktól, akiket egyidejűleg keleti határvidékükön megtámadtak az üzbégek is. II. Abdullah üzbég kán szövetségre lépett a Portával, hogy az oszmánok így ellenállhassanak a Kúria kerítési politikájának. Az 1590-ben Isztambulban a Fényes Porta és Perzsia között kötött szerződés szankcionálta ezeket a hódításokat, ezenkívül a síita perzsáknak megtiltották, hogy a szunnita iszlám elvei ellen uszítsanak.
Az elnyert kopár tartományok azonban semmi arányban sem álltak a hozott pénz- és véráldozatokkal. (Szokolli Mehmed már nem érte meg a háború végét: 1579 októberében egy elbocsátott bosnyák tímár-birtokos leszúrta.)

### Háború a spanyolokkal, portugálokkal

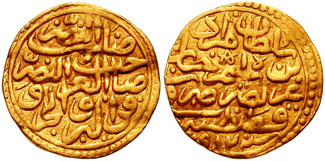
Murád pénzérméje

Murád 1581-ben lezárta a spanyolok elleni háborút, amely ekkor már több mint hat évtizede folytatott az Oszmán Birodalom. Portugáliával sem volt szerencsésebb: 1585-től kezdve az addigi portyatámadások után már nyíltan folytatta a háborút az Indiai-óceánon és Afrika partjainál a portugál gyarmatosítók ellen, akikkel szemben jelentős sikereket ért el, de hódításai ismét fabatkát sem értek, mert az afrikai lakosság felkelt a török uralom ellen és elűzte mind a hódítókat, mind az általuk pártfogolt muzulmán uralkodókat is, akik zsarnoki módszerekkel kormányoztak.[forrás?]

### A tizenöt éves háború
Magyarországgal és Erdéllyel csak utolsó éveiben került sor az úgynevezett tizenöt éves háborúra, melyben magának Murádnak ugyan nem volt része, de annál több az agg Szinán nagyvezírnek, aki a perzsa háború befejezése után harmadszor emelkedett a nagyvezír állására.
Ennek előzménye az Ausztriával 1593-ban – határvillongások miatt – ismét kitört a háború volt, bár a fegyverek az 1584-ben meghosszabbított békeszerződés ellenére sem hallgattak el teljesen. Időközben ugyanis Ausztria és az Oszmán birodalom között egyfajta katonai határsáv alakult ki, amely mentén tartós kisháborúk voltak.
Az oszmán seregnek 1594-ben sikerült Győr várát elfoglalnia. A város, amely hamarosan új vilajet székhelyévé vált, 1598-ban ismét a Habsburgok kezére került.
Még ugyanebben az évben, 1594-ben a dunai fejedelemségek, Erdély, Moldva és Havasalföld kivonták magukat a Porta fennhatósága alól. Az erre kitört tizenöt éves háború végét, az 1606-os békekötést azonban Murád már nem érte meg.

## Családja

### Első felesége
- Szafije szultána (1550 – 1621), albán származású ágyasból emelkedett fel

### További feleségei
- Semsiruhsar szultána (? – 1613)
- Sahihuban szultána
- Zerefsan szultána
- Sahi szultána
- Nazperver szultána

### Gyermekei

#### Fiai
- III. Mehmed oszmán szultán (Manisa, 1566. május 26. – Isztambul, 1603. december 22.), Szafije szultánától
- Mahmud herceg (Manisa, 1568 – Isztambul, 1581)
- Oszmán herceg (1573 – 1587)
- Musztafa herceg (1578 – 1595. január 28-án kivégezték)
- Bayezid herceg (1579 – 1595. január 28-án kivégezték)
- Abdullah herceg (1580 – 1595. január 28-án kivégezték)
- Szelim herceg (1567 – 1581. január 28-án kivégezték)
- Dzsihangir herceg (1585 – 1595. január 28-án kivégezték)
- Abdurrahman herceg (1585 – 1595. január 28-án kivégezték)
- Szulejmán herceg (1585)
- Jahja herceg (1585 – Montenegró, 1648), állítólag Szafije szultánától
- Hasszán herceg (1586 – 1591)
- Ahmed herceg (1586 – 1595. január 28-án kivégezték)
- Jakub herceg (1587 – 1595. január 28-án kivégezték)
- Alemsah herceg (1595. január 28-án kivégezték)
- Juszuf herceg (1595. január 28-án kivégezték)
- Hüseyin herceg (1595. január 28-án kivégezték)
- Korkud herceg (1595. január 28-án kivégezték)
- Ali herceg (1595. január 28-án kivégezték)
- Ishak herceg (1595. január 28-án kivégezték)
- Ömer herceg (1595. január 28-án kivégezték)
- Alaeddin herceg (1595. január 28-án kivégezték)
- Davud herceg (1595. január 28-án kivégezték)

#### Lányai
Halálakor, 1595-ben huszonhat hajadon lánya volt a háremben, a gyorsan megrendezett esküvők során még közrendű katonáknak is jutott közülük.
- Hümasah szultána (? – ?) valószínűleg Szafije szultánától
- Ayse szultána (1665 – 1605. május 15), Szafije szultánától
- Fatma szultána (? –  1620), Szafije szultánától
- Rukiye szultána (? – ?), Semsiruhsar szultánától
- Mihriban szultána (? – ?)
- Fahriye szultána (? – 1641) valószínűleg Szafije szultánától
- Mihrimah szultána (? – ?)
- Hatice szultána (? – ?)
- Fethiye szultána (? – ?)
- Amriye szultána (? - ?)

### Halála
Murád 1595. január 16-án halt meg, 48 évesen. A trónon fia, III. Mehmed követte.